# Canton de Nant
Le canton de Nant est une ancienne division administrative française située dans le département de l'Aveyron et la région Midi-Pyrénées.

## Géographie
Ce canton était organisé autour de Nant dans l'arrondissement de Millau. Son altitude variait de 421 m (Nant) à 1 341 m (Sauclières) pour une altitude moyenne de 646 m.

## Représentation

### Conseillers généraux de 1833 à 2015
| Période | Période           | Identité                            | Étiquette                | Qualité |
| ------- | ----------------- | ----------------------------------- | ------------------------ | --- |
| 1833    | 1842              | Jean-Hector Randon du Landre        |                          | Juge de paix à Nant |
| 1842    | 1852              | Paul Casimir Liquier                |                          | Ancien avocat général près la Cour d'appel de Nîmes                                                                                          |
| 1852    | 1856              | Louis Antoine Marcorelles           |                          | Notaire, maire de Sauclières |
| 1856    | 1867              | Jules de Barbeyrac de Saint-Maurice |                          | Ancien officier dans la légion de l'Hérault Maire de Nant (1849-1864)                                                                        |
| 1867    | 1877              | Justin Marcorelles                  |                          | Maire de Saint-Jean-du-Bruel (1865-1871) |
| 1877    | 1878 (annulation) | Adolphe de Corneillan               |                          | Maire de La Cavalerie (1870-1879) |
| 1878    | 1886 (démission)  | Etienne Rouquette                   |                          | Maire de La Couvertoirade (1865-1888) |
| 1886    | 1899 (décès)      | Gaston Jugla                        |                          | Maire de Saint-Jean-du-Bruel (1878-1899) |
| 1899    | 1907              | Achille Bouty                       | Républicain              | Docteur en médecine à Nant, conseiller d'arrondissement                                                                                      |
| 1907    | 1907              | Paul Julien de Lasalle              | Conservateur             | Greffier en chef du tribunal civil de Montpellier Receveur Contrôleur de l'Enregistrement et des Domaines Propriétaire à Saint-Jean-du-Bruel |
| 1907    | 1919              | Jean Maurin                         | Conservateur             | Directeur de mines à Nant |
| 1919    | 1923 (décès)      | Paul Julien de Lasalle              | Conservateur             | Greffier en chef du tribunal civil de Montpellier Receveur Contrôleur de l'Enregistrement et des Domaines Propriétaire à Saint-Jean-du-Bruel |
| 1924    | 1931              | Jean Maurin                         | Conservateur             | Directeur de mines à Nant |
| 1931    | 1937              | Joseph Sabdé                        | Rad.                     | Entrepreneur de travaux publics à Nant Maire de Nant (1922-1934), conseiller d'arrondissement                                                |
| 1937    | 1940              | Maurice Marquès                     | URD-PSF                  | Médecin Maire de Nant (1935-1944) Nommé conseiller départemental en 1943                                                                     |
|         |                   |                                     |                          | |
| 1945    | 1949              | Jean Guillou                        | SE                       | Maire de Nant (1945-1947) |
| 1949    | 1961              | Joseph Cadilhac                     | MRP                      | Maire de La Cavalerie (1945-1965) |
| 1961    | 1990 (décès)      | Roger Julien                        | MRP puis CD puis UDF-CDS | Avocat Député (1962-1967) Maire de Nant (1959-1989)                                                                                          |
| 1990    | 2011              | René Quatrefages                    | RPR puis UMP             | Historien Maire de Saint-Jean-du-Bruel (1983-2005) Vice-Président du Conseil Général                                                         |
| 2011    | 2015              | Jean-François Galliard              | DVD                      | Ancien maire (1995-2008) et ancien conseiller municipal de Nant Élu en 2015 dans le Canton de Millau-2                                       |

### Résultats électoraux détaillés
- Élections cantonales de 2004 : René Quatrefages (UMP) est élu au second tour avec 66,67 % des suffrages exprimés, devant Alain Lourdel   (PS) (33,33 %). Le taux de participation est de 77,51 % (2 075 votants sur 2 677 inscrits)[9].
- Élections cantonales de 2011 : Jean-François Galliard (Divers droite) est élu au second tour avec 55,12 % des suffrages exprimés, devant Bernard Saquet (PS) (44,88 %). Le taux de participation est de 73,52 % (2 041 votants sur 2 776 inscrits)[10].

### Conseillers d'arrondissement (de 1833 à 1940)
| Période                                  | Période          | Identité                          | Étiquette   | Qualité |
| ---------------------------------------- | ---------------- | --------------------------------- | ----------- | --- |
| 1833                                     | 1836             | M. Germain                        |             | Avocat à Nant                                                                                               |
| 1836                                     | 1842             | Clément Marcorelles               |             | Maire de L'Hospitalet (1835-1856)                                                                           |
| 1842                                     | 1861             | Félix Louis d'Hombres (1806-1878) |             | Ancien capitaine de cavalerie, propriétaire, maire de Saint-Jean-du-Bruel (1842-1865 et 1877-1878)          |
| 1861                                     | 1867             | Justin Marcorelles                |             | Maire de L'Hospitalet (1860-1881)                                                                           |
| 1867                                     | 1871             | Félix Louis d'Hombres             |             | Ancien capitaine de cavalerie, propriétaire, maire de Saint-Jean-du-Bruel                                   |
| 1871                                     | 1877             | Edmond Bouty (1846-1922)          | Républicain | Professeur de physique à la Faculté des Sciences de Paris, propriétaire à Nant                              |
| 1877                                     | 1886             | Jules Fadat                       |             | Notaire à Nant                                                                                              |
| 1886                                     | 1890 (démission) | Joseph Pastre                     |             | Maire de Nant, suppléant du juge de paix                                                                    |
| 1890                                     | 1899             | Achille Bouty                     | Républicain | Docteur en médecine à Nant, suppléant du juge de paix                                                       |
| 1899                                     | 1904             | Henri Villar                      |             | Notaire, maire de Saint-Jean-du-Bruel de 1906 à 1919                                                        |
| 1904                                     | 1910             | M. Marie Julien de Lasalle        |             | Propriétaire à Saint-Jean-du-Bruel et rue Jacob à Paris, chef de bureau au Ministère de la Justice          |
| 1910                                     | 1913 (démission) | Lucien-Adrien Bergougnous         |             | Huissier, maire de Nant de 1909 à 1913, nommé juge de paix à Salles-Curan en 1913                           |
| 1913                                     | 1919             | Auguste Foulquier                 |             | Maire de La Cavalerie de 1910 à 1919                                                                        |
| 1919                                     | 1931             | Joseph Sabdé                      | Rad.        | Entrepreneur de travaux publics à Nant, maire de Nant (1922-1934)                                           |
| 1931                                     | 1940             | Joseph Lassalle                   | URD         | Maire de Saint-Jean-du-Bruel de 1935 à 1942                                                                 |
| 1940                                     |                  |                                   |             | Les conseils d'arrondissement ont été suspendus par la loi du 12 octobre 1940 et n'ont jamais été réactivés |
| Les données manquantes sont à compléter. |                  |                                   |             | |

## Composition
Le canton de Nant, d'une superficie de 300,31 km2, était composé de six communes.
| Nom                    | Code Insee | Intercommunalité     | Superficie (km2) | Population (dernière pop. légale) | Densité (hab./km2) |
| ---------------------- | ---------- | -------------------- | ---------------- | --------------------------------- | ------------------ |
| La Cavalerie           | 12063      | CC Larzac et Vallées | 40,56            | 1 070 (2014)                      | 26                 |
| La Couvertoirade       | 12082      | CC Larzac et Vallées | 61,91            | 182 (2014)                        | 2,9                |
| L'Hospitalet-du-Larzac | 12115      | CC Larzac et Vallées | 12,40            | 297 (2014)                        | 24                 |
| Nant                   | 12168      | CC Larzac et Vallées | 109,40           | 944 (2014)                        | 8,6                |
| Saint-Jean-du-Bruel    | 12231      | CC Larzac et Vallées | 37,23            | 652 (2014)                        | 18                 |
| Sauclières             | 12260      | CC Larzac et Vallées | 38,81            | 138 (2014)                        | 3,6                |

## Démographie

### Évolution démographique
| 1962  | 1968  | 1975  | 1982  | 1990  | 1999  | 2006  | 2011  | 2012  |
| ----- | ----- | ----- | ----- | ----- | ----- | ----- | ----- | ----- |
| 6 628 | 3 163 | 3 072 | 3 269 | 2 890 | 2 892 | 3 254 | 3 306 | 3 281 |